# Georg Johann Pfeffer
Pour les articles homonymes, voir Pfeffer.
Georg Johann Pfeffer est un  zoologiste allemand, né le 7 mars 1854 à Berlin et mort le 4 décembre 1931.
Il travaille à partir de 1887 comme conservateur au Muséum de Hambourg. Il publie une série d’articles sur la faune antarctique en 1889 et 1890. Il se consacre après principalement à l’étude des céphalopodes.
Plusieurs espèces lui sont dédiées : Ebalia pfefferi De Man, 1888 ; Abraliopsis pfefferi (sv) Joubin, 1896 ; Helicocranchia pfefferi (en) Massy, 1907 ; Metasepia pfefferi Hoyle, 1885 ; Sepiola pfefferi (en) Grimpe, 1921.

## Source
- Biographical Etymology of Marine Organism Names